# Acontia cyanocraspis
Acontia cyanocraspis là một loài bướm đêm trong họ Noctuidae.